# Station Blanquefort
Station Blanquefort is een spoorwegstation in de Franse gemeente Blanquefort.